# Arrowianella
Arrowianella là một chi bọ cánh cứng thuộc họ Scarabaeidae.